# Sint-Pieters-Aalst
Sint-Pieters-Aalst is een wijk en voormalig gehucht in de Belgische stad Gent. De wijk ligt ten zuiden van de oude stadskern, buiten de vroegere muren in de buurt van het huidige Sint-Pietersstation.

## Geschiedenis

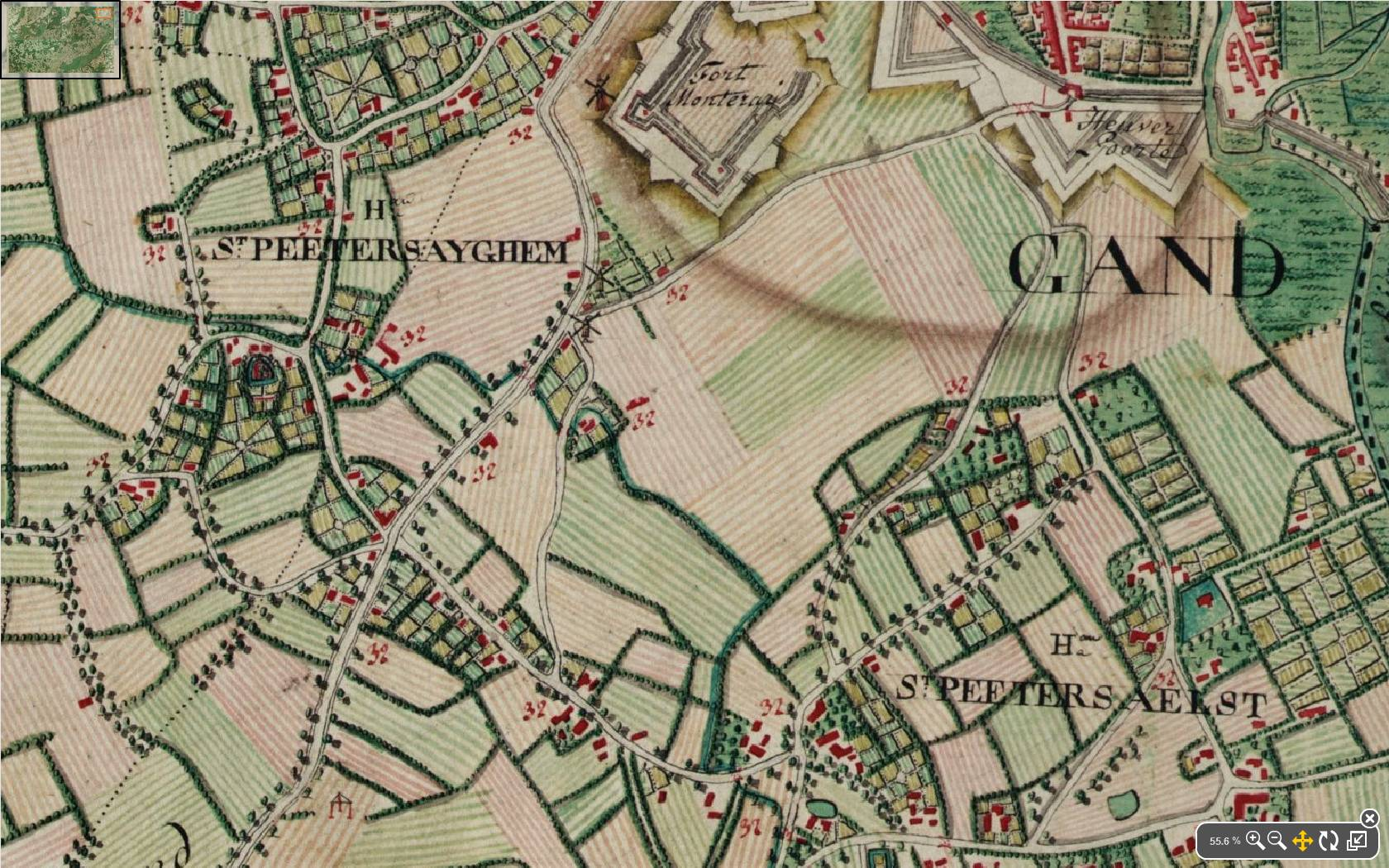
De wijken Sint-Pieters-Aaigem en Sint-Pieters-Aalst op de Ferrariskaart van 1775

Sint-Pieters-Aalst was net als het iets verder westelijk gelegen Sint-Pieters-Aaigem van Frankische oorsprong en hoorde tot het einde van het ancien régime tot het Sint-Pietersdorp extra-muros (buiten de muren). Dit Sint-Pietersdorp was een landelijk gebied ten zuiden van de stadsmuren dat toebehoorde aan de Gentse Sint-Pietersabdij, gelegen tussen de Leie in het westen en de Schelde in het oosten. Het noordelijk deel van dit Sint-Pietersdorp werd in de middeleeuwen in de stad opgenomen. Het zuidelijk deel bleef een landelijk gebied met verspreide bebouwing.
Sint-Pieters-Aalst lag ten zuiden van de Heuvelpoort en Kortrijksepoort. Ten oosten loopt de Schelde. Op de Ferrariskaart uit de jaren 1770 staat het gehucht weergegeven als "St. Peetersaelst". Het gebied toonde een verspreide bebouwing. Op het eind van het Ancien Régime werden de kerkelijke goederen afgeschaft en het Sint-Pietersdorp kwam onder stedelijk gezag
Ook de Atlas der Buurtwegen toonde halverwege de 19de eeuw nog het gehucht "St. Pieters-Aelst" met een nog steeds sporadische bebouwing. Op deze kaart werd de wijk in oost-westrichting al doorsneden door de spoorweg van Gent naar Brugge en in noordoost-zuidwestrichting door de spoorweg van Gent naar Kortrijk . In de buurt zijn ook de gehuchten "Zwijnaerdschen Driesch" en "Ottergemschen Driesch" aangeduid. Men richtte in 1856 hier de proosdij Sint-Pieters-Buiten op en er werd een eerste Sint-Pietersbuitenkerk opgericht. Het werd effectief een parochie in 1874.
Op het eind van de 19de eeuw kregen de toen bestaande straten hun naam. Onder meer de Sint-Pietersaalststraat kreeg in 1877 zijn naam, verwijzend naar de wijknaam. Pas in het begin 20ste begon de urbanisatie van het gebied. In de periode 1908-1912 werd vlak bij het nieuwe Gentse Sint-Pietersstation gebouwd en een aantal nieuwe lanen, zoals de Krijgslaan, werden voorzien. De spoorlijn Gent-Kortrijk werd verlegd en de vroegere spoorbedding werd door wegen ingenomen, de huidige De Pintelaan. Een grote verandering kwam er met de Wereldtentoonstelling van 1913 die hier werd ingericht in het gebied tussen de Kortrijksesteenweg, Zwijnaardesesteenweg en de spoorlijnen. Daarna werden de terreinen van de tentoonstelling ingericht als een residentiële wijk met verschillende grote villa's, het Miljoenenkwartier genoemd. De 19de-eeuwse kerk werd in de jaren 30 vergroot.
Ten zuiden van de Krijgslaan werd in de loop van de 20ste eeuw een campus van de Gentse universiteit ingericht, campus De Sterre. Ten zuiden van Sint-Pieters-Aalst werd de nieuwe woonwijk Nieuw Gent gebouwd, en het gebied ten zuiden daarvan werd doorsneden door de Ringvaart, die in 1969 werd ingehuldigd.
Zie ook De Meersstraat in Gent, een schilderij van Xavier De Cock uit 1862 dat een idyllisch beeld schets van deze straat in die tijd.
Deelgemeenten: Afsnee · Desteldonk · Drongen · Gent · Gentbrugge · Ledeberg · Mariakerke · Mendonk · Oostakker · Sint-Amandsberg · Sint-Denijs-Westrem · Sint-Kruis-Winkel · Wondelgem · Zwijnaarde

Overige dorpen, gehuchten en wijken:
Belgische gemeenten · Arrondissement Gent · Oost-Vlaanderen · Vlaanderen